# Giove (Umbrien)
Giove ist eine italienische Gemeinde mit 1830 Einwohnern (Stand 31. Dezember 2023) in der Provinz Terni in der Region Umbrien.

## Geografie

Lage der Gemeinde Giove in der Provinz Terni

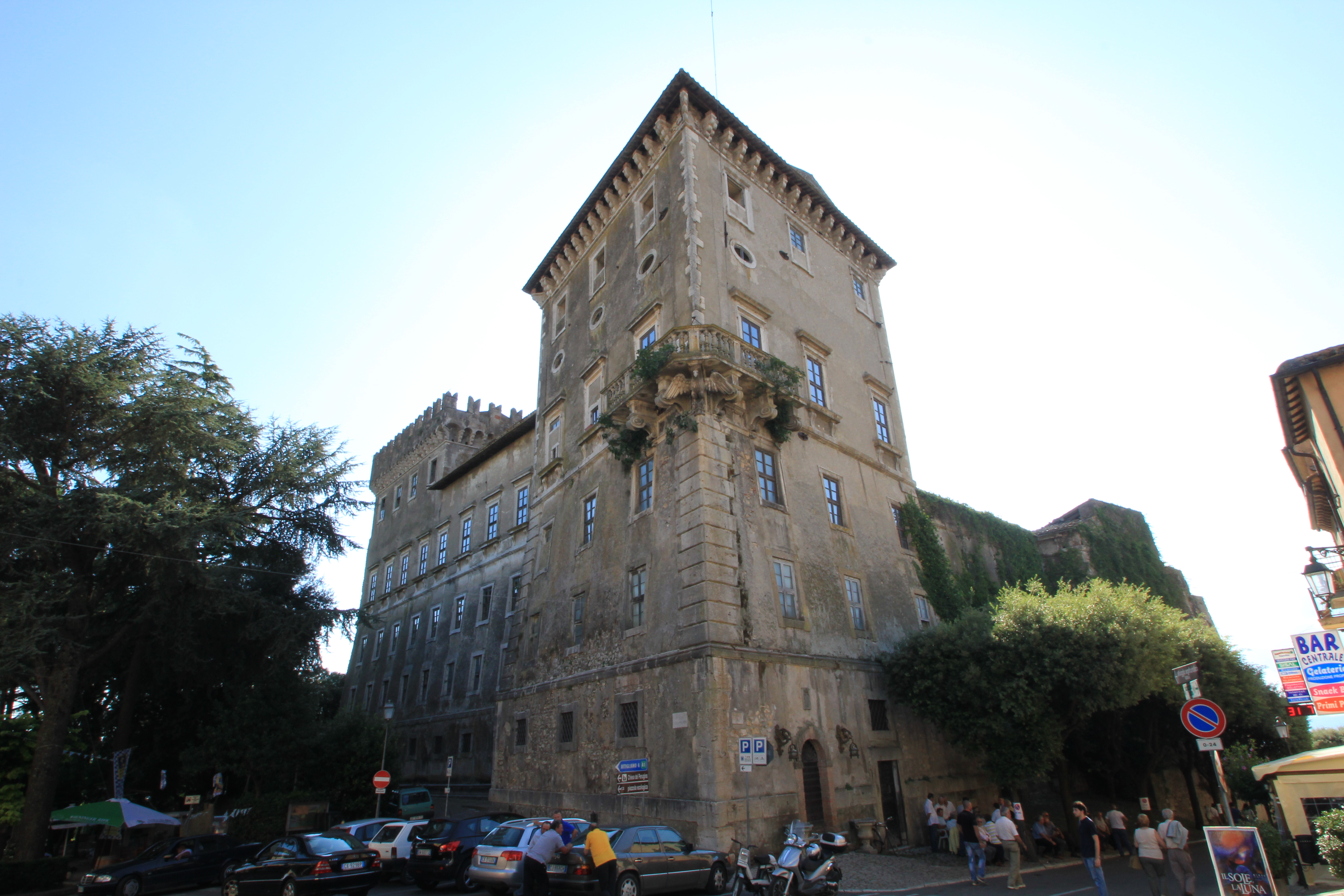
Palazzo Ducale (Castello)

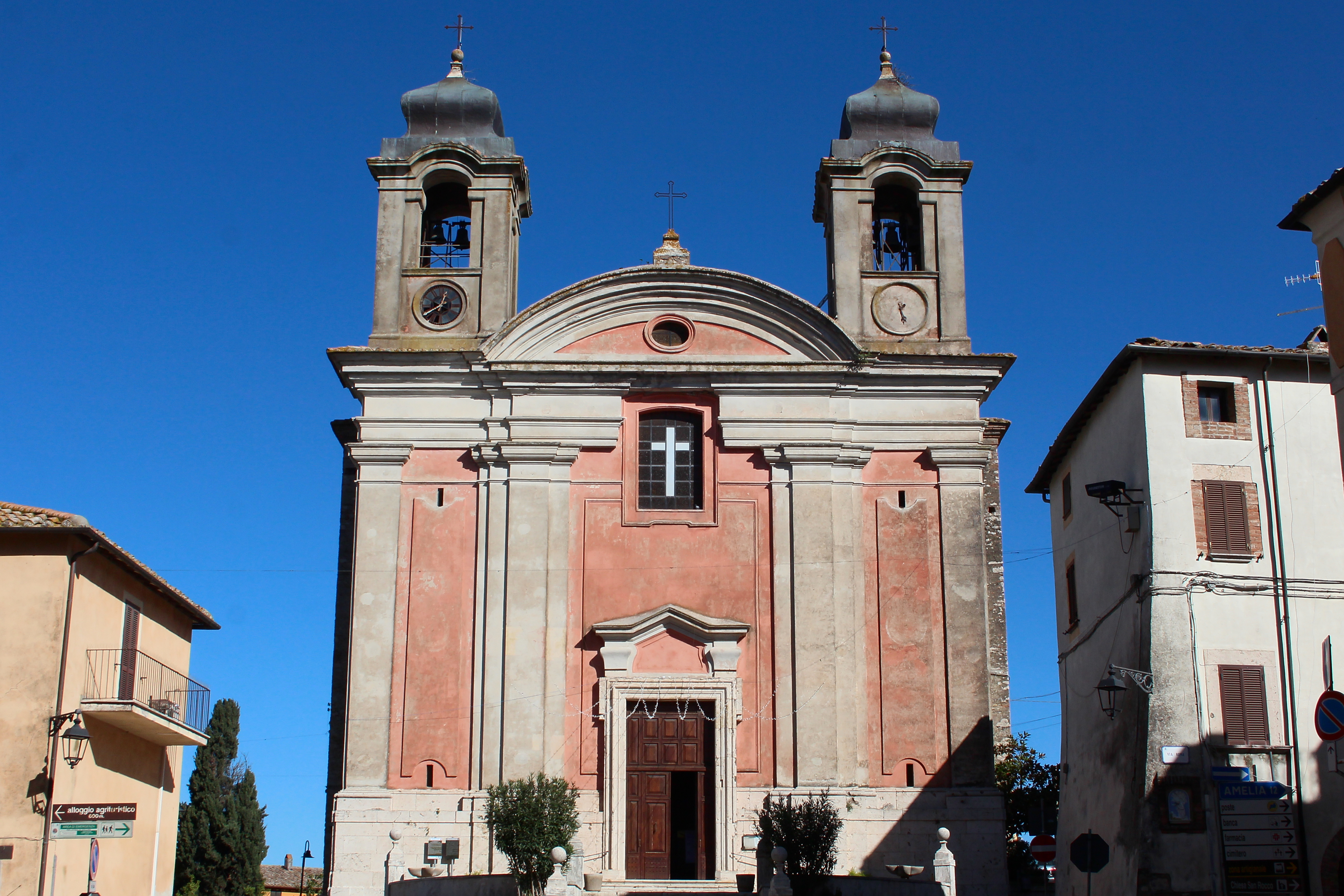
Chiesa della Madonna Assunta

Die Gemeinde erstreckt sich über rund 15 km². Sie liegt etwa 90 km südlich der Regionalhauptstadt Perugia und rund 40 km westlich der Provinzhauptstadt Terni im unteren Tibertal in der klimatischen Einordnung italienischer Gemeinden in der Zone D, 1896 GR/G.
Einziger Ortsteil ist Palombina (290 m s.l.m., ca. 50 Einwohner).
Die Nachbargemeinden sind Amelia, Attigliano, Bassano in Teverina (VT), Bomarzo (VT), Orte (VT) und Penna in Teverina.

## Geschichte
Namensgebend für den Ort ist der zu Ehren des Zeus errichtete Tempel aus der Vorzeit der Etrusker und Umbrer. Der heutige Ort wird erstmals 1191 unter dem Namen Juvo schriftlich erwähnt in einem Dokument des Ortsherren Berardo di Pietro und dem Grafen von Alviano. Am 2. Januar 1223 unterstellten sich die Ortsherren der Familien Amatore, Oderini, Ugolino und Veritiero der Herrschaft Orvietos. 1481 wird der Ort von Papst Sixtus IV. als Lehen Lucrezia Appiani d’Aragona, der Witwe von Pino degli Oderlaffi, unterstellt. Danach herrschten ab 1514 die Farnese, die dem Ort am 8. September 1557 durch Pier Bertoldo Farnese das Kommunalstatut verliehen. Der Ort blieb weitere vierzig Jahre im Besitz der Farnese, bis Mario Farnese die Gemeinde 1597 an die Brüder Asdrubale und Ciriaco Mattei veräußerte. Am 10. Oktober 1643 verlieh Papst Urban VIII. dem Markgraf Girolamo Mattei, Sohn des Asdrubale, die Grafenwürde. Die Grafschaft blieb im Besitz der Mattei bis 1796, als die Truppen Napoleons Umbrien besetzten. Nach der Niederlage derer gelangte der Ort zurück an die Mattei unter der Kontrolle des Kirchenstaates bis 1854, als der Ort Teil der Provinz Umbrien wurde. Sechs Jahre später wurde Giove Teil des Königreich Italien. 1909 überließen die Mattei das Schloss Pietro Ricciardi, der seinerseits zehn Jahre später das Anwesen an die Grafen De Chenaz de Robilant verkauften. 1936 gelangte es in den Besitz des Grafen Pietro d’Acquarone (* 9. April 1890 in Genua; † 13. Februar 1948 in Sanremo, italienischer Politiker, Militär und Unternehmer).

## Sehenswürdigkeiten
- Chiesa della Madonna Assunta, Pfarrkirche, die von 1740 bis 1775 über der damaligen Pfarrkirche San Giovanni Battista entstand.[7] Enthält Werke aus der Schule des Nicolò Alunno.[8]
- Chiesa della Madonna del Perugino, Kirche, entstand 1658 durch Francesco Caffarelli aus Perugia, Perugino genannt, der über seiner Eingangstür ein Madonnenbild anbringen ließ.[8]
- Cappella di San Rocco, Kapelle kurz außerhalb der Stadtmauern mit Fresken aus dem 16. Jahrhundert, die durch die Brüder Lorenzo und Bartolomeo Torresani (Fratelli Torresani) entstanden.[9]
- Palazzo dei Duchi Mattei (auch Palazzo Ducale oder Castello di Giove), zentrales Burgschloss im historischen Ortskern aus dem 16. Jahrhundert. Der Legende nach enthält das Gebäude 365 Fenster, eines für jeden Tag des Jahres.[10]
- San Giovanni Battista, ehemalige Kirche an der Piazza Cento Tramonti am südwestlichen Ende des Borgo, deren Reste heute im Centro d’incontro polivalente integriert sind.[11]
- Santa Maria del Gesù, ehemaliger Konvent aus dem 17. Jahrhundert, der bis 1870 zu den Franziskaner, dann zum Orden der Oblaten des hl. Franz von Sales und danach den Marianisten gehörte. Heute in Privatbesitz.[12]

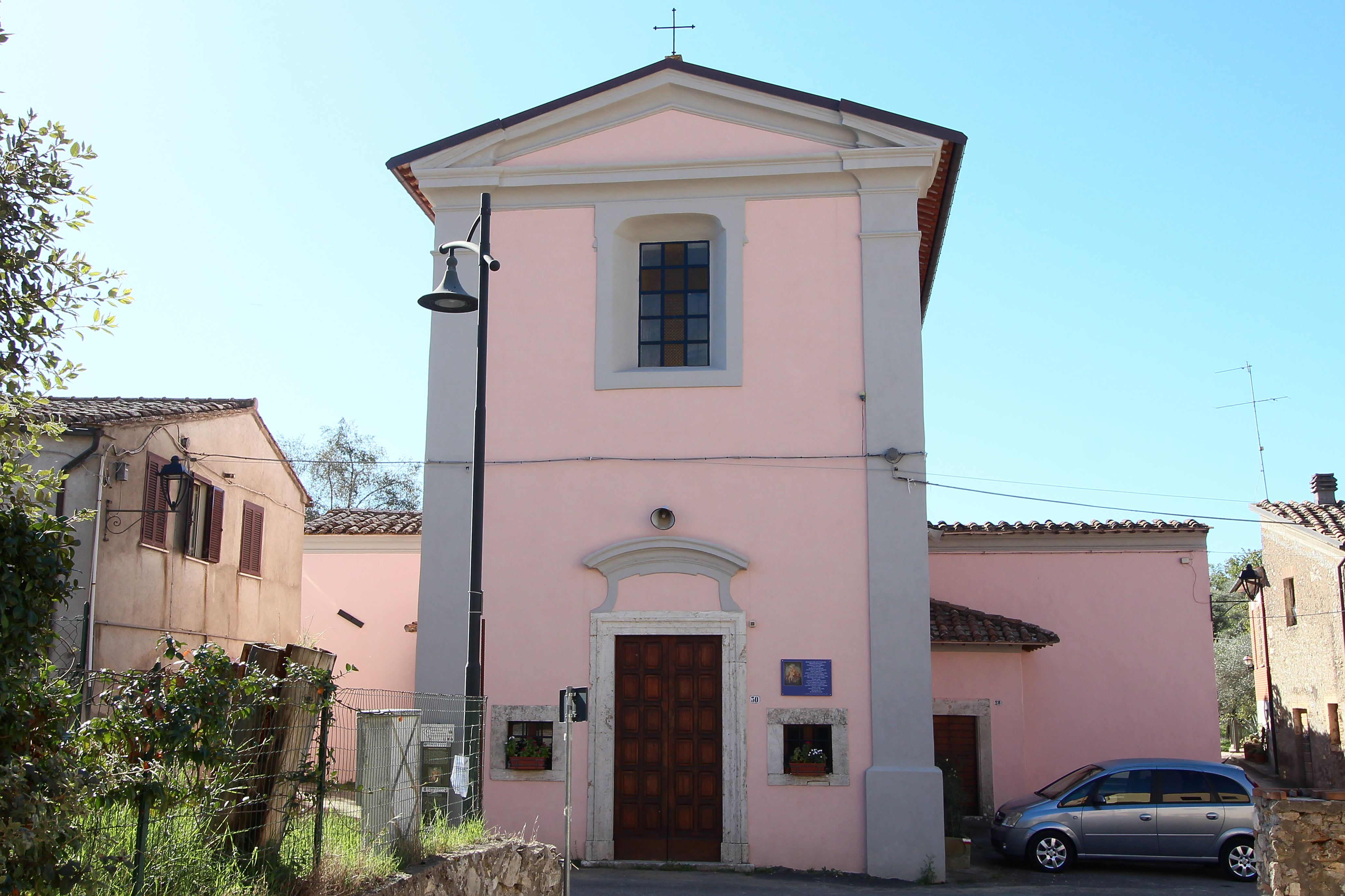
Madonna del Perugino
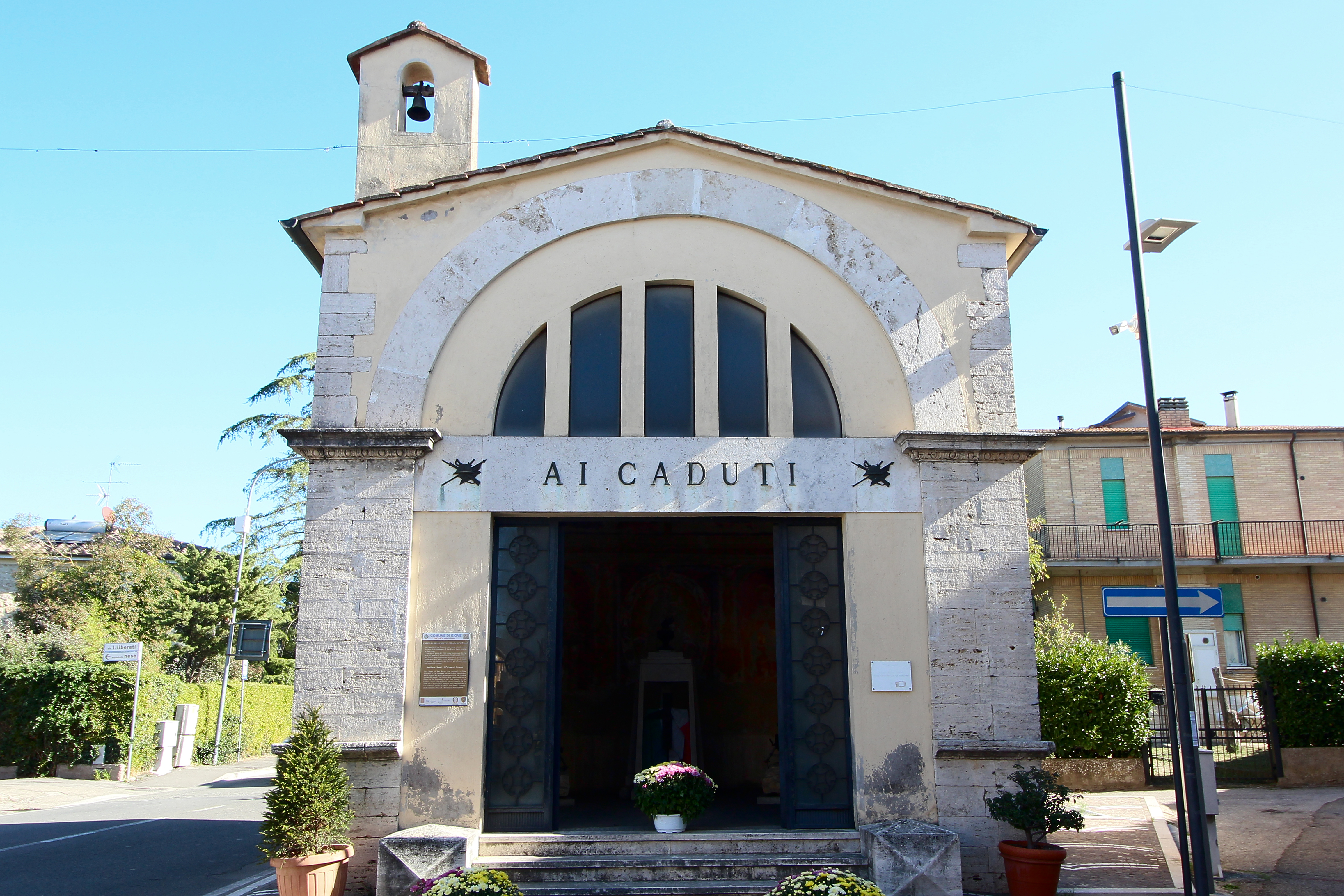
San Rocco
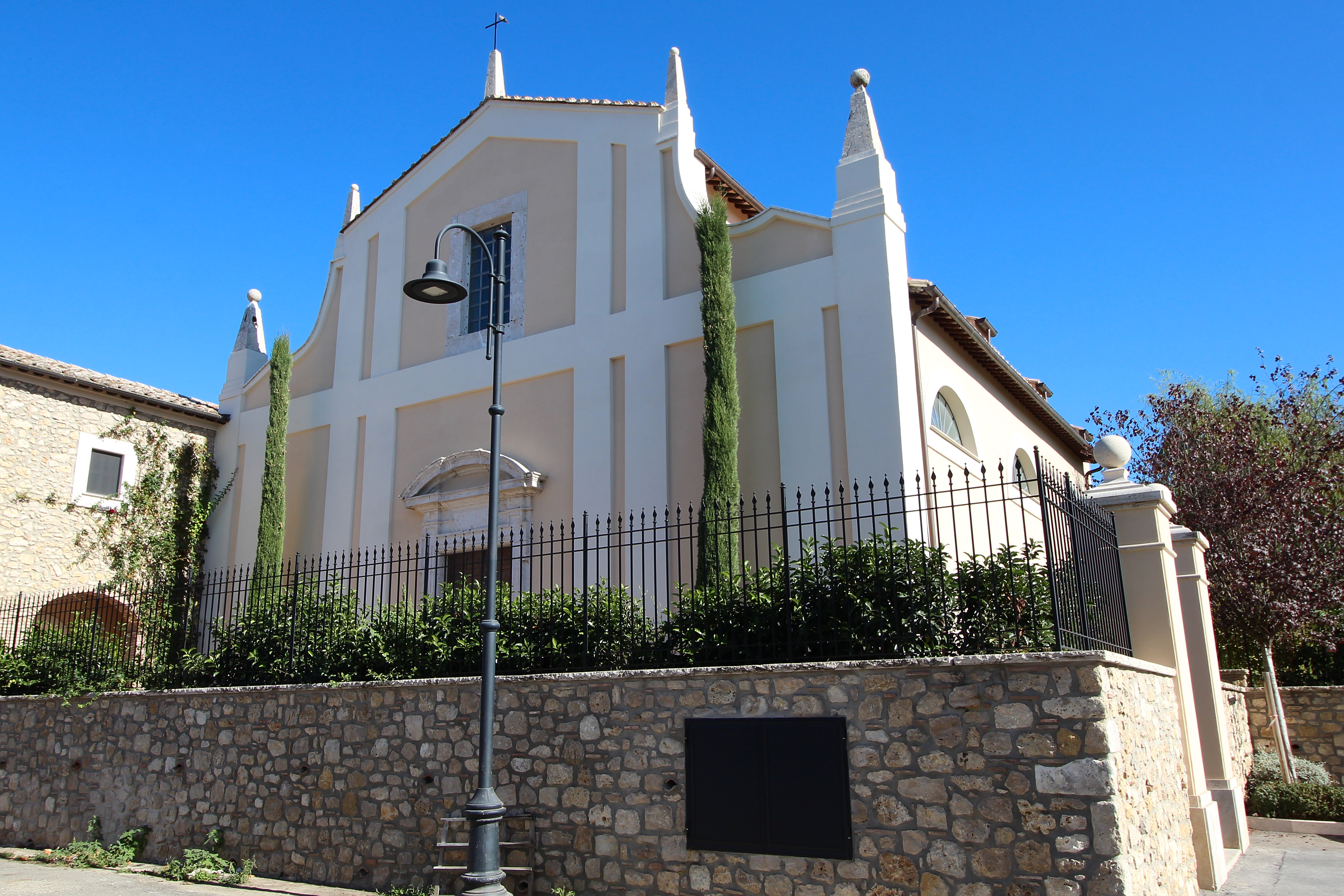
Santa Maria del Gesù
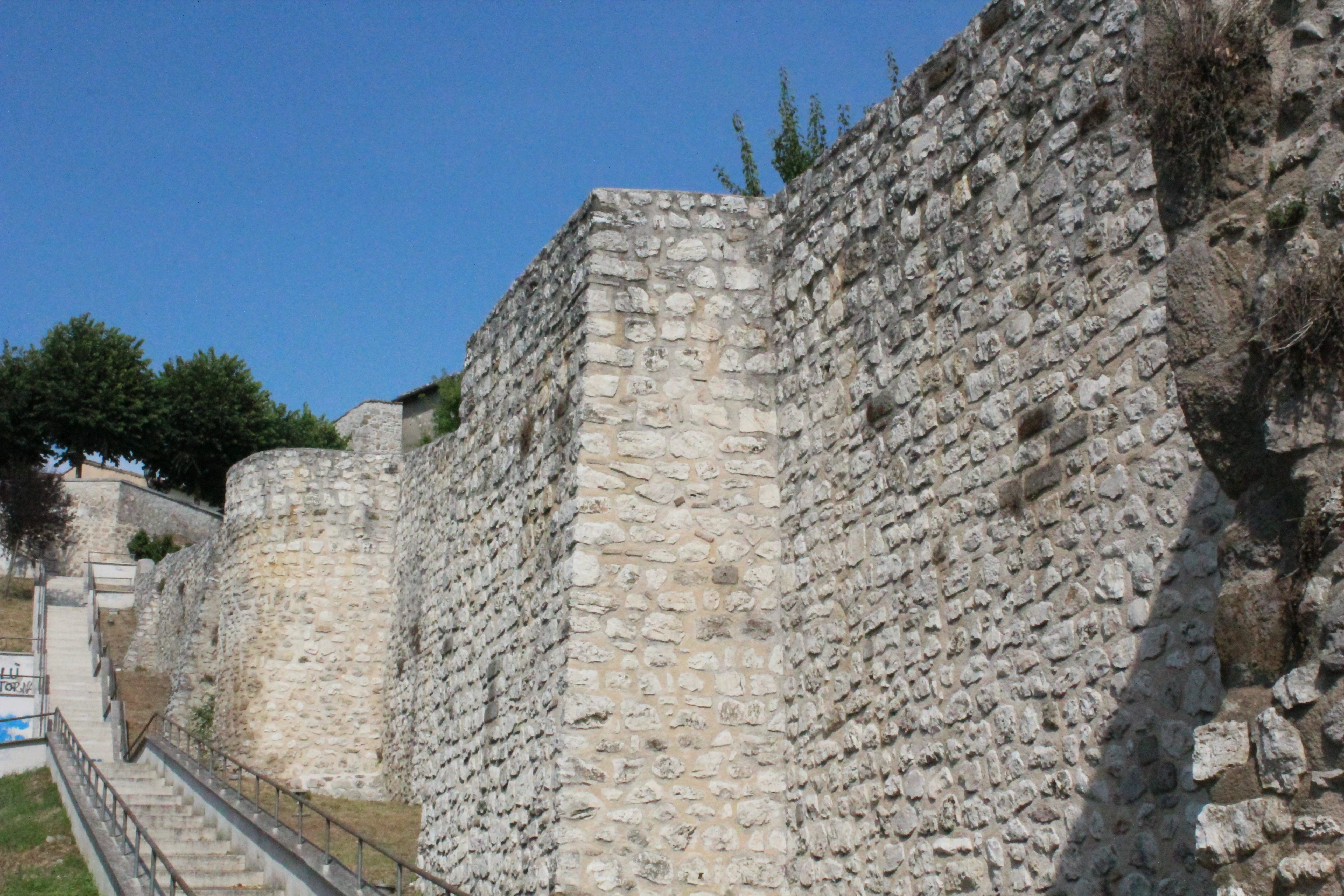
Wehrmauern von Giove

## Gemeindepartnerschaften
- Bléneau, Département Yonne, Frankreich.[13]
- Castilleja de Guzmán, Provinz Sevilla, Spanien[13]